# Santander Bank Polska
Santander Bank Polska SA, бывший Bank Zachodni WBK (BZ WBK) — польский банк с филиалами во Вроцлаве, Познани и Варшаве. Это третий крупнейший банк в Польше по величине активов и количеству отделений. Он был образован в 2001 году в результате слияния Bank Zachodni WBK и Wielkopolski Bank Kredytowy. С 2011 года он принадлежит испанскому банку Grupo Santander.
10 сентября 2018 года Bank Zachodni WBK изменил свое название на Santander Bank Polska SA. Кроме того, штаб-квартира банка была перенесена из Вроцлава в Варшаву .

## История
В марте 1995 года ирландская группа Allied Irish Banks (AIB) приобрела 16,2 % акций Wielkopolski Bank Kredytowy. В последующие годы группа приобрела больше акций и приобрела контрольный пакет акций (80 %) Bank Zachodni WBK в 1999 году. 13 июня в соответствии с постановлением Комиссии по банковскому надзору от 7 марта 2001 года был создан Bank Zachodni WBK.
23 июня 2001 года акции банка были размещены на Варшавской фондовой бирже.
30 марта 2010 года AIB объявил о намерении продать свою долю в банке Zachodni WBK S.A, а 10 сентября эти намерения были подтверждены объявлением покупателя – испанского банка Grupo Santander, который должен был купить у AIB 70,36 % акций на сумму 3,1 млрд евро. 30 марта 2011 года в рамках тендерного предложения Santander приобрел 69 912 млн акций компании, что составляет 95,67 % его доли.
В 2012 году Grupo Santander достиг соглашения с бельгийским KBC Bank о приобретении банка Kredyt. После приобретения Kredyt Bank банком Grupo Santander два польских банка объединились. Запись в KRS 4 января 2013 года сделала Bank Zachodni WBK S.A. правопреемником банка Kredyt Bank. Объединенный банк работает как Bank Zachodni WBK, а название Kredyt Bank используется в качестве товарного знака некоторых продуктов.
В 2013 году стал одним из шести польских банков, заключивших соглашение о создании совместной системы мобильных платежей, запущенной 9 февраля 2015 года под торговой маркой Blik.